# Frai
Pour les articles homonymes, voir Frai (homonymie).
En numismatique, le frai est l'usure subie par une pièce de monnaie du fait de sa circulation et la perte de poids (masse) qui en résulte.
Le frai est égal à l'écart entre le poids théorique d'une monnaie et son poids réel. Ou à l'écart entre la tolérance basse du poids théorique et son poids réel.